# サンデーこども劇場
『サンデーこども劇場』（サンデーこどもげきじょう）は、1980年10月5日から1981年12月27日までフジテレビが編成していたテレビアニメ再放送枠である。編成時間は毎週日曜 10:00 - 10:30 （日本標準時）。
オープニングでは、『サンデーこども劇場』と手書きされたタイトルバックを表示した後、オープニングテーマが流れていた。その後の内容は各作品ともに本放送時と同じだったが、次回予告は省略されていた。

## 作品リスト
| タイトル                                   | 放送期間                       | 話数 | 備考                                                 |
| ------------------------------------------ | ------------------------------ | ---- | ---------------------------------------------------- |
| タイムボカンシリーズ ゼンダマン            | 1980年10月5日 - 1981年9月27日  | 52   |                                                      |
| タイムボカンシリーズ ヤッターマン（第1作） | 1981年10月4日 - 1981年12月27日 | 13   | 全108話。残りの回は『あつまれ!チビッコ劇場』で放送。 |